# 제일 인산 칼륨
인산일칼륨, 제일 인산 칼륨 ( MKP ) (또한 인산이수소칼륨, KDP)는 화학식 KH2PO4 의 무기물이다. 제이 인산 칼륨 (K2HPO4.(H2O)x)과 함께 비료, 식품 첨가물, 완충용액으로 많이 사용된다. 제일 인산칼륨은 종종 인산뿐만 아니라 제이 칼륨염과 함께 결정화된다.

## 구조
제일 인산 칼륨은 여러가지 동질이상으로 존재한다. 실온에서는 정방형 대칭을 갖는 상유전성 결정을 형성한다. −150 °C (−238 °F) 으로 냉각 시 사방정계 대칭의 강유전성 상으로 변환되고 수소가 중수소로 대체되었을 때 전이 온도는 최대 −50 °C (−58 °F) 까지 올라간다. 190 °C (374 °F) 이상이 온도로 가열 하면 구조를 단사정계로 변화시킨다. 400 °C (752 °F)까지 더 가열하면 제일 인산 칼륨은 메타인산칼륨(KPO
3)으로 분해된다.

## 제조
제일 인산 칼륨은 탄산칼륨에 인산을 반응시켜 생성한다.

## 용도
비료로서의 제일 인산 칼륨 분말은 52%의 {\displaystyle {\ce {P2O5}}}와 34%의 {\displaystyle {\ce {K2O}}}를 포함하고 NPK 0-52-34의 번호를 가지고 있다.
MKP 분말은 온실에서의 영양 자원과 수경법에서 사용된다.
MKP는 게토레이, 파워에이드 등 스포츠 음료의 성분으로도 사용된다.
의학에서는 MKP가 저인산혈증에서 인산염을 대체하여 사용한다.